# Прокрустове ложе. Філософські та життєві афоризми
Прокрустове ложе. Філософські та життєві афоризми (англ. The Bed of Procrustes: Philosophical and Practical Aphorisms)  – книга американсько-ліванського економіста, філософа, літератора, науковця, а також основоположника концепції «чорних лебедів»  Насіма Ніколаса Талеба. Вперше вийшла 30 листопада 2010 року у видавництві «Random House» (США). Доповнене видання було випущено 26 жовтня 2016 року, та включало на 50% більше матеріалу, ніж перша публікація. Українською мовою книгу перекладено та опубліковано 2019 року видавництвом «Наш Формат» (перекладач - Валерія Глінка).

## Огляд книги
Книга є невіддільною частиною п'ятирічного філософського нарису Талеба про невизначеність під назвою «Incerto», включає такі його шедеври, як «Antifragile» (2012), «The Black Swan» (2007–2010), «Fooled by Randomness» (2001), «The Bed of Procrustes» (2010–2016) та  «Skin in the Game» (2018).
За словами Талеба, видання «протиставляє класичні цінності мужності, елегантності та ерудиції сучасним хворобам, таким як буденність, міщанство та обман». У назві йдеться про Прокруста, постать із грецької міфології, яка викрадала мандрівників та розтягувала або рубала їх тіла, щоб вони відповідали довжині його ліжка.

## Вибрані афоризми
-  Те, що дурні називають «витрачати час», найчастіше є найкращою інвестицією.
-  Різниця між рабами часів Риму та Османської імперії з сьогоднішніми працівниками полягає в тому, що рабам не треба було лестити своєму босові.
-  Сучасність: ми створили молодь без героїзму, вік без мудрості і життя без величі.
-  Ви можете сказати, наскільки нецікавою є людина, запитавши її, кого вона вважає цікавим.
-  Заклопотаність ефективністю - головна перешкода для поетичного, елегантного, міцного та героїчного життя.
-  Ті, хто не вважає зайнятість системним рабством, або сліпі, або зайняті.
-  Вони народжені, покладені в коробку; вони йдуть додому жити в коробці; вони вчаться, ставлячи галочки; вони йдуть до так званої «роботи» в коробці, де вони сидять у своїй коробці; вони їдуть у продуктовий магазин (в коробку), щоб купити їжу в коробці; вони говорять про мислення «поза коробкою»; і коли вони вмирають, їх кладуть у коробку.

## Переклад українською
- Насім Ніколас Талеб. Прокрустове ложе. Філософські та життєві афоризми / пер. Валерія Глінка. - К.: Наш Формат, 2019. - 128 c. - ISBN 978-617-7682-83-6.